# THE FIRST QUESTION AWARD
『THE FIRST QUESTION AWARD』（ザ・ファースト・クエスチョン・アワード）は、Cornelius（小山田圭吾）が1994年2月25日に発表した、1作目のスタジオ・アルバム。

## 解説
初回生産盤はスリーブケース+カラーケース+カードセット付のスペシャルパッケージ仕様。トラットリア・メニュー29。アナログ盤はメニュー46。CDとLPのジャケットは異なる。
10曲目「THE LOVE PARADE」に野宮真貴がコーラスで参加している。
フリッパーズ・ギターのラスト・アルバム『ヘッド博士の世界塔』のような実験的要素は影を潜め、小山田圭吾のポップ性を前面に押し出した作品となっている。小山田曰く『全曲シングルカットが可能なポップス集を目指した』とのこと。
2019年7月31日、初盤発売から25年ぶりにデジタルリマスターを施してリリース。新ジャケットでボーナス・トラックが3曲追加されている。

## 収録曲

### オリジナル盤
1. THE SUN IS MY ENEMY / 太陽は僕の敵
2. (YOU CAN'T ALWAYS GET) WHAT YOU WANT / ホワット・ユー・ウォント
3. SILENT SNOW STREAM / サイレント・スノウ・ストリーム
4. PERFECT RAINBOW / パーフェクト・レインボウ
5. BAD MOON RISING / バッド・ムーン・ライジング
6. CANNABIS / カナビス
7. RAISE YOUR HAND TOGETHER / レイズ・ユア・ハンド・トゥゲザー
8. THE BACK DOOR TO HEAVEN / バック・ドア・トゥ・ヘヴン
9. THEME FROM FIRST QUESTION AWARD / ファースト・クエスチョン・アワードのテーマ
10. THE LOVE PARADE / ラヴ・パレード
11. MOON LIGHT STORY / ムーン・ライト・ストーリー

LPはA面#1〜5、B面#6〜11

### リマスター盤ボーナス・トラック
1. PELE
2. DIAMOND BOSSA
3. THEME FROM FIRST QUESTION AWARD -English version-